# A un passo dall'inferno (film 1966)
A un passo dall'inferno (To the Shores of Hell) è un film statunitense del 1966 diretto da Will Zens.
È il primo film con il tema della guerra del Vietnam, anche se per convenzione la nascita di questo sottogenere cinematografico si fa coincidere con l'uscita del più celebre Berretti verdi, girato l'anno successivo.

## Trama
Il dottor Gary Donahue viene tenuto prigioniero dai Vietcong nella giungla. Preso dall'importanza della sua missione di medico, non si risparmia per nessuno, dandosi da fare per malati e feriti. Per la sua competenza e autorevolezza viene tenuto in considerazione anche dai Vietcong ai quali tuttavia egli, da prigioniero civile, non risparmia giudizi e critiche.
Suo fratello, maggiore del corpo dei marines, decide di andare a liberarlo e organizza una spedizione sbarcando sulla costa del Vietnam in vicinanza della zona dove verosimilmente è tenuto prigioniero il medico. Aiutato dal veterano sergente Gabreski e da padre Bourget, un missionario francese che conosce la zona, dopo molte traversie riesce a raggiungere il fratello e a liberarlo. Questi però, dispiaciuto per aver interrotto la sua missione nel Vietnam, decide di partire per il Congo con lo scopo di continuare la sua attività umanitaria in favore dei deboli.